# Décarie Hot Dogs
Décarie Hot Dogs (fondé en 1969) est un casse-croûte situé à Saint-Laurent (Montréal, Québec, Canada), sur le boulevard Décarie, près de son intersection avec le boulevard Côte-Vertu (et station de métro et terminus de transport en commun). Il est spécialisé dans les plats à base de hot-dogs et de frites.

## Description
La famille Vriniotis a ouvert le restaurant et, à son 50e anniversaire, en 2019, l'exploite toujours. Il a conservé le même menu durant toute cette période à l'exception de l'ajout de la poutine en 1984. Toujours à l'occasion de son 50e anniversaire, des rénovations limitées ont été effectuées au restaurant, qui est lui-même installé dans un bâtiment qui avait alors un siècle.
L'immeuble du Décarie Hot Dogs est situé en face de la nouvelle place publique, la place Rodolphe-Rousseau (nommée d'après le conseiller municipal du même nom), associée à la station de métro. Une murale a été peinte sur l'un des murs de l'immeuble par l'artiste Dodo Ose de AShop Studio. Elle se nomme L'Envol, une collaboration entre l'artiste, le quartier Saint-Laurent, les propriétaires de Décarie Hot Dogs et la famille Vriniotis, représente l'héritage grec des propriétaires avec, comme sujet mythologique, Pégase,,.

### Spécialités
Il est réputé pour ses frites, sa poutine et ses hot-dogs à la montréalaise,, et il a la réputation d'avoir l'une des meilleures poutines de Montréal, ainsi que du Canada. En outre, il est réputé pour avoir certains des meilleurs hot-dogs de Montréal,,,,,. À ce titre, il figure dans certains guides sur Montréal.

## Notoriété
Étant un point de repère local, plusieurs célébrités locales ont mangé au restaurant, notamment René Angélil, les maires de Montréal et de Saint-Laurent, l'ancien chef du Parti libéral du Canada, Stéphane Dion, les athlètes professionnels des équipes locales,.